# Maria Doni
Maria Doni (n. 16 mai 1944, Olănești, raionul Ștefan Vodă, Republica Moldova) este o actriță moldoveancă.
Între anii 1964–1969, a studiat la Universitatea Rusă de Artă Teatrală⁠(d) din Moscova, în clasa profesorului V. Pojîtnov.
Activează din 1961 la Teatrul „Luceafărul” din Chișinău. Printre rolurile interpretate se numără:
- Irina în Trei surori de Anton Cehov;
- Zoe în O scrisoare pierdută și Veta în O noapte furtunoasă de Ion Luca Caragiale;
- Galina în O vânătoare de rațe de Aleksandr Vampilov⁠(d);
- Beatrice în Jolde — slugă la stăpân de Paul Scarron⁠(d);
- Ghertruda în Hamlet de William Shakespeare;
- Odochia în Cervus divinus de I. Druță etc.[1]

Maria Doni a fost delegată la Festivalul Internațional al Teatrelor pentru Copii și Tineret din Moscova, 1984. A fost laureată a festivalurilor tinerilor actori din RSSM și URSS (1964 și 1972 respectiv). În 1991, primește distincția „Artistă Emerită a Republicii Moldova”. În 2000, este decorată cu Medalia „Meritul Civic”.